# Sistema de ligas de futebol do Brasil
A pirâmide do futebol no Brasil consiste em uma série de divisões e competições disputadas por clubes de futebol do Brasil.

## Estrutura
Existem duas pirâmides simultâneas no futebol brasileiro: a nacional e as estaduais. As competições nacionais são organizadas pela CBF, enquanto as estaduais pelas respectivas federações de cada estado (por exemplo: o Campeonato Paulista é organizado pela Federação Paulista de Futebol, e assim em cada caso). Elas próprias formam uma hierarquia entre si, com as competições estaduais na base e as nacionais no topo da pirâmide mas são pirâmides independentes, exceto para estabelecer os participantes da última divisão nacional, atualmente, a Série D. 

## Campeonato Brasileiro

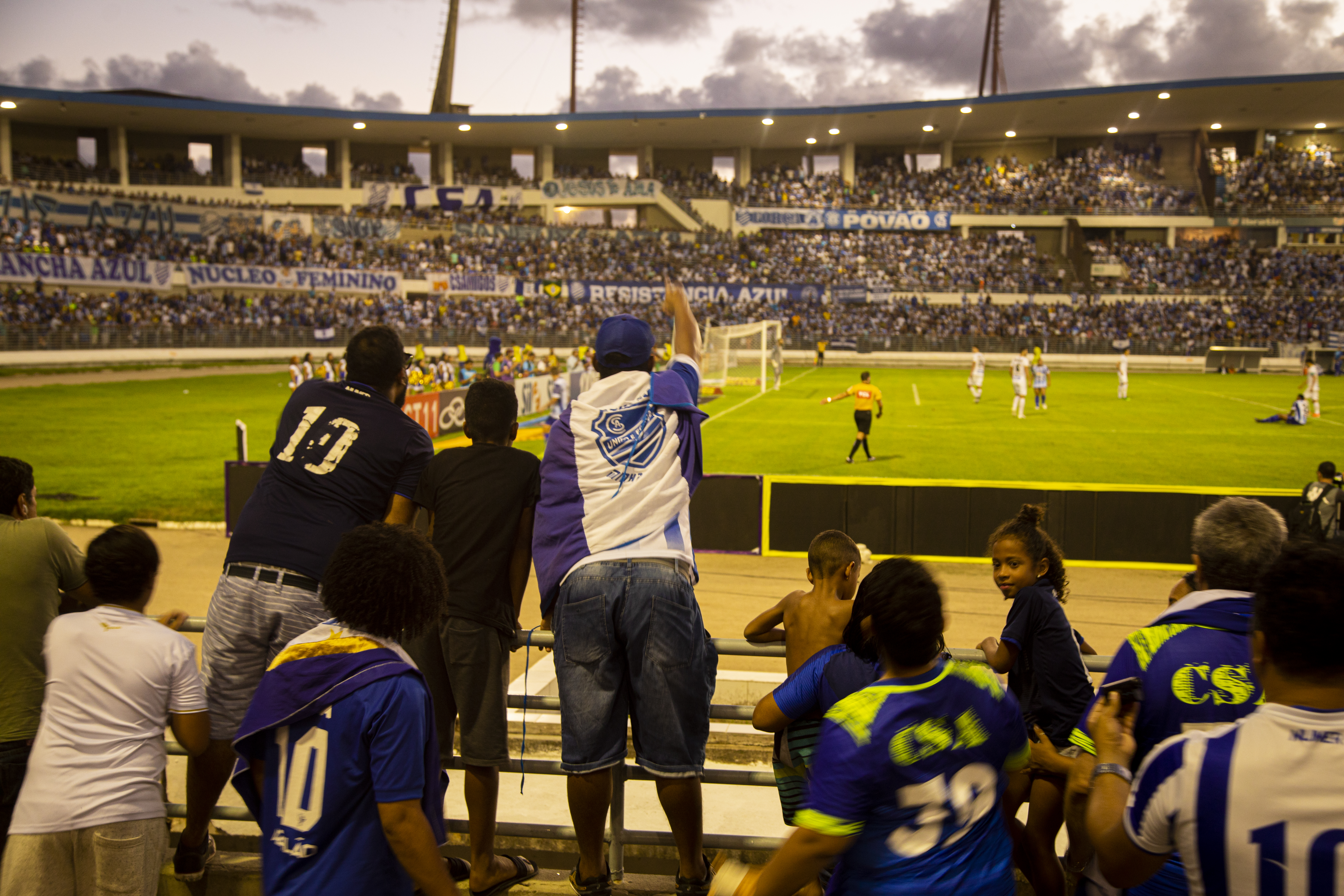
O CSA é até hoje o único clube a sair da Série D e chegar na Série A em três anos.

O Campeonato Brasileiro (também chamado de Brasileirão) foi criado em 1959 com o nome de Taça Brasil, mas apenas em 1989 recebeu a designação atual. Atualmente está separado em quatro divisões: Série A, Série B, Série C e Série D. A Série A, B e C têm 20 equipes cada e a Série D tem 68. A Série A dá vagas à Copa Libertadores para os seis times mais bem colocados, e mais seis vagas para à copa sul-americana.

## Copa do Brasil
Participam da Copa do Brasil os vencedores e melhores colocados dos campeonatos estaduais e regionais (Copa Verde e Copa do Nordeste) do ano anterior, os seis primeiros colocados da Série A, além o campeão da Série B e do atual campeão da Copa do Brasil também ganham vaga. A competição é disputada entre Fevereiro e novembro. O número de clubes qualificados por estado varia de um a três, excluindo os que já estão classificados de acordo com o ranking. O campeão recebe uma vaga para a Libertadores e para a Copa do Brasil do ano seguinte.

## Campeonatos estaduais
Os campeonatos estaduais são competições entre clubes do mesmo estado. A quantidade de divisões varia entre duas, três e quatro, dependendo da federação, assim como o número de clubes em cada uma e quantos são os promovidos e rebaixados (por exemplo: em São Paulo são 16 clubes na primeira divisão, no Rio de Janeiro 16 e em Rondônia apenas 8). Dão vaga à Série D do Brasileirão para os times mais bem colocados que já não disputem outras divisões do certame e também para a Copa do Brasil (o número de vagas para cada varia pelo ranking da CBF). São os campeonatos de futebol mais antigos do país.

## Copas estaduais
Também jogadas entre times do mesmo estado. Os campeões podem ter direito a vaga na Copa do Brasil. Em certos casos, servem como opção para manter os times de menor investimento ocupados durante o segundo semestre, estando os grandes ausentes. O número de equipes participantes e a fórmula fica a cargo das federações estaduais.

## Competições regionais
São copas disputadas por equipes de dois ou mais estados (como o extinto Torneio Rio-São Paulo) ou de determinadas regiões do Brasil. Atualmente existem duas de maior importância: a Copa Verde, entre equipes do norte, centro-oeste e do Espírito Santo, e a Copa do Nordeste entre equipes do nordeste. Os campeões de ambas ganham vagas às oitavas-de-final da Copa do Brasil do ano seguinte. Em 2016 foi criada a Primeira Liga do Brasil, que reunia clubes da Região Sul, do Rio de Janeiro e de Minas Gerais, porém foi cancelada em 25 de junho de 2019, devido à falta de compatibilidade com o calendário brasileiro.

## Sistema atual das ligas nacionais
| Nível                 | Liga/Divisão |
| --------------------- | --- |
| Campeonatos Nacionais | |
| 1                     | Campeonato Brasileiro Série A 20 clubes 4 rebaixados |
| 2                     | Campeonato Brasileiro Série B 20 clubes 4 promovidos. 4 rebaixados |
| 3                     | Campeonato Brasileiro Série C 20 clubes Finalistas e 2° colocados dos grupos da segunda fase promovidos. 4 últimos da primeira fase rebaixados. |
| 4                     | Campeonato Brasileiro Série D 64 clubes Semifinalistas promovidos. Sem rebaixamento (vagas definidas pelos campeonatos estaduais e pelos rebaixados da Série C) |
| Campeonatos Estaduais | |
| 5 \| 1                | Acre - 1ª Divisão - Alagoas - 1ª Divisão - Amapá - 1ª Divisão - Amazonas - 1ª Divisão - Bahia - 1ª Divisão - Ceará - 1ª Divisão - Distrito Federal - 1ª Divisão - Espírito Santo - Série A - Goiás - 1ª Divisão - Maranhão - 1ª Divisão - Mato Grosso - 1ª Divisão - Mato Grosso do Sul - Série A - Minas Gerais - Módulo I - Pará - 1ª Divisão - Paraíba - 1ª Divisão - Paraná - 1ª Divisão - Pernambuco - Série A1 - Piauí - 1ª Divisão - Rio de Janeiro - Série A - Rio Grande do Norte - 1ª Divisão - Rio Grande do Sul - Série A - Rondônia - 1ª Divisão - Roraima - Santa Catarina - Série A - São Paulo - Série A1 - Sergipe - Série A1 - Tocantins - 1ª Divisão |
| 6 \| 2                | Acre - 2ª Divisão - Alagoas - 2ª Divisão - Amapá - Série B - Amazonas - 2ª Divisão - Bahia - 2ª Divisão - Ceará - 2ª Divisão - Distrito Federal - 2ª Divisão - Espírito Santo - Série B - Goiás - 2ª Divisão - Maranhão - 2ª Divisão - Mato Grosso - 2ª Divisão - Mato Grosso do Sul - Série B - Minas Gerais - Módulo II - Pará - 2ª Divisão - Paraíba - 2ª Divisão - Paraná - 2ª Divisão - Pernambuco - Série A2 - Piauí - 2ª Divisão - Rio de Janeiro - Série A2 - Rio Grande do Norte - 2ª Divisão - Rio Grande do Sul - Divisão de Acesso - Rondônia - 2ª Divisão - Santa Catarina - Série B - São Paulo - Série A2 - Sergipe - Série A2 - Tocantins - 2ª Divisão  |
| 7 \| 3                | Ceará - 3ª Divisão - Goiás - 3ª Divisão - Minas Gerais - 2ª Divisão - Paraíba - 3ª Divisão - Paraná - 3ª Divisão - Rio de Janeiro - Série B1 - Rio Grande do Sul - 2ª Divisão - Santa Catarina - Série C - São Paulo - Série A3 |
| 8 \| 4                | Rio de Janeiro - Série B2 - São Paulo - Série A4 |
| 9 \| 5                | Rio de Janeiro - Série C - São Paulo - Segunda Divisão |